# Adeline Gray
Adeline Maria Gray (Denver, 15 gennaio 1991) è una lottatrice statunitense, specializzata nella lotta libera, cinque volte campionessa del mondo (nel 2012, 2014, 2015, 2018 e 2019).
Ha partecipato alle Olimpiadi di Rio de Janeiro 2016 perdendo ai quarti di finale dei 75 kg contro la bielorussa Vasilisa Marzaljuk.

## Palmarès
- Giochi olimpici

Tokyo 2020: argento nei 76 kg.
- Mondiali

Istanbul 2011: bronzo nei 67 kg.
Strathcona County 2012: oro nei 67 kg.
Budapest 2013: bronzo nei 72 kg.
Tashkent 2014: oro nei 75 kg.
Las Vegas 2015: oro nei 75 kg.
Budapest 2018: oro nei 76 kg.
Nur-Sultan 2019: oro nei 76 kg.
Oslo 2021: oro nei 76 kg.
- Giochi panamericani

Toronto 2015: oro nei 75 kg.
- Campionati panamericani

Lima 2018: oro nei 76 kg.
Buenos Aires 2019: oro nei 76 kg.
Ottawa 2020: argento nei 76 kg.
Città del Guatemala 2021: oro nei 76 kg.
- Mondiali universitari

Kuortane 2012: oro nei 72.